# Велика Маришта
Велика Маришта је насеље у Србији у општини Мионица у Колубарском округу. Према попису из 2022. било је 195 становника.

## Демографија
У насељу Велика Маришта живи 226 пунолетних становника, а просечна старост становништва износи 41,1 година (41,6 код мушкараца и 40,6 код жена). У насељу има 82 домаћинства, а просечан број чланова по домаћинству је 3,56.
Ово насеље је углавном насељено Србима (према попису из 2002. године), а у последња три пописа, примећен је пораст у броју становника.
|  |

| Демографија | Демографија | Демографија |
| Година      | Становника  | Становника  |
| ----------- | ----------- | ----------- |
| 1948.       | 342         |             |
| 1953.       | 348         |             |
| 1961.       | 279         |             |
| 1971.       | 252         |             |
| 1981.       | 253         |             |
| 1991.       | 276         | 274         |
| 2002.       | 292         | 296         |

| Етнички састав према попису из 2002.‍ | Етнички састав према попису из 2002.‍ | Етнички састав према попису из 2002.‍ | Етнички састав према попису из 2002.‍ | Етнички састав према попису из 2002.‍ |
| ------------------------------------ | ------------------------------------ | ------------------------------------ | ------------------------------------ | ------------------------------------ |
|                                      |                                      |                                      |                                      |                                      |
| Срби                                 | Срби                                 |                                      | 249                                  | 85,27%                               |
| Роми                                 | Роми                                 |                                      | 40                                   | 13,69%                               |
| Хрвати                               | Хрвати                               |                                      | 1                                    | 0,34%                                |
| непознато                            | непознато                            |                                      | 1                                    | 0,34%                                |

| Година пописа     | 1948. | 1953. | 1961. | 1971. | 1981. | 1991. | 2002. |
| ----------------- | ----- | ----- | ----- | ----- | ----- | ----- | ----- |
| Број домаћинстава | 68    | 59    | 65    | 63    | 67    | 71    | 82    |

| Број чланова      | 1  | 2  | 3 | 4  | 5  | 6 | 7 | 8 | 9 | 10 и више | Просек |
| ----------------- | -- | -- | - | -- | -- | - | - | - | - | --------- | ------ |
| Број домаћинстава | 14 | 20 | 7 | 14 | 11 | 9 | 4 | 3 | 0 | 0         | 3,56   |

| Пол    | Укупно | Неожењен/Неудата | Ожењен/Удата | Удовац/Удовица | Разведен/Разведена | Непознато |
| ------ | ------ | ---------------- | ------------ | -------------- | ------------------ | --------- |
| Мушки  | 121    | 34               | 76           | 8              | 3                  | 0         |
| Женски | 119    | 18               | 74           | 23             | 4                  | 0         |
| УКУПНО | 240    | 52               | 150          | 31             | 7                  | 0         |

| Пол    | Укупно                    | Пољопривреда, лов и шумарство | Рибарство                            | Вађење руде и камена | Прерађивачка индустрија       |
| ------ | ------------------------- | ----------------------------- | ------------------------------------ | -------------------- | ----------------------------- |
| Мушки  | 84                        | 49                            | 0                                    | 6                    | 8                             |
| Женски | 57                        | 46                            | 0                                    | 0                    | 4                             |
| УКУПНО | 141                       | 95                            | 0                                    | 6                    | 12                            |
| Пол    | Производња и снабдевање   | Грађевинарство                | Трговина                             | Хотели и ресторани   | Саобраћај, складиштење и везе |
| Мушки  | 3                         | 10                            | 0                                    | 1                    | 4                             |
| Женски | 0                         | 0                             | 2                                    | 1                    | 0                             |
| УКУПНО | 3                         | 10                            | 2                                    | 2                    | 4                             |
| Пол    | Финансијско посредовање   | Некретнине                    | Државна управа и одбрана             | Образовање           | Здравствени и социјални рад   |
| Мушки  | 0                         | 1                             | 0                                    | 0                    | 0                             |
| Женски | 0                         | 0                             | 1                                    | 2                    | 1                             |
| УКУПНО | 0                         | 1                             | 1                                    | 2                    | 1                             |
| Пол    | Остале услужне активности | Приватна домаћинства          | Екстериторијалне организације и тела | Непознато            | Непознато                     |
| Мушки  | 1                         | 0                             | 0                                    | 1                    | 1                             |
| Женски | 0                         | 0                             | 0                                    | 0                    | 0                             |
| УКУПНО | 1                         | 0                             | 0                                    | 1                    | 1                             |